# In It to Win It
In It to Win It è l'ottavo album in studio del gruppo musicale statunitense Saliva, pubblicato nel 2013.

## Tracce
1. Animal – 2:53
2. She Can Sure Hide Crazy – 2:59
3. In It to Win It – 3:59
4. Choke – 3:30
5. Redneck Freakshow – 3:10
6. Lost – 3:45
7. 1000 Eyes – 3:32
8. Flesh – 3:18
9. The Enemy – 2:56
10. Rise Up – 3:08
11. I Don't Want It – 3:31
12. I.D.N.A.E. – 3:23
13. No One but Me – 4:53

## Formazione
- Bobby Amaru – voce
- Wayne Swinny – chitarra, cori
- Paul Crosby – batteria
- Dave Novotny – basso, cori